# Зараті (Цхалтубський муніципалітет)
Зараті (груз. ზარათი) — село в Грузії.
За даними перепису населення 2014 року в селі проживає 314 осіб.